# 安東尼夫卡 (斯塔維謝市鎮)
49°23′34″N 30°15′36″E / 49.39278°N 30.26000°E

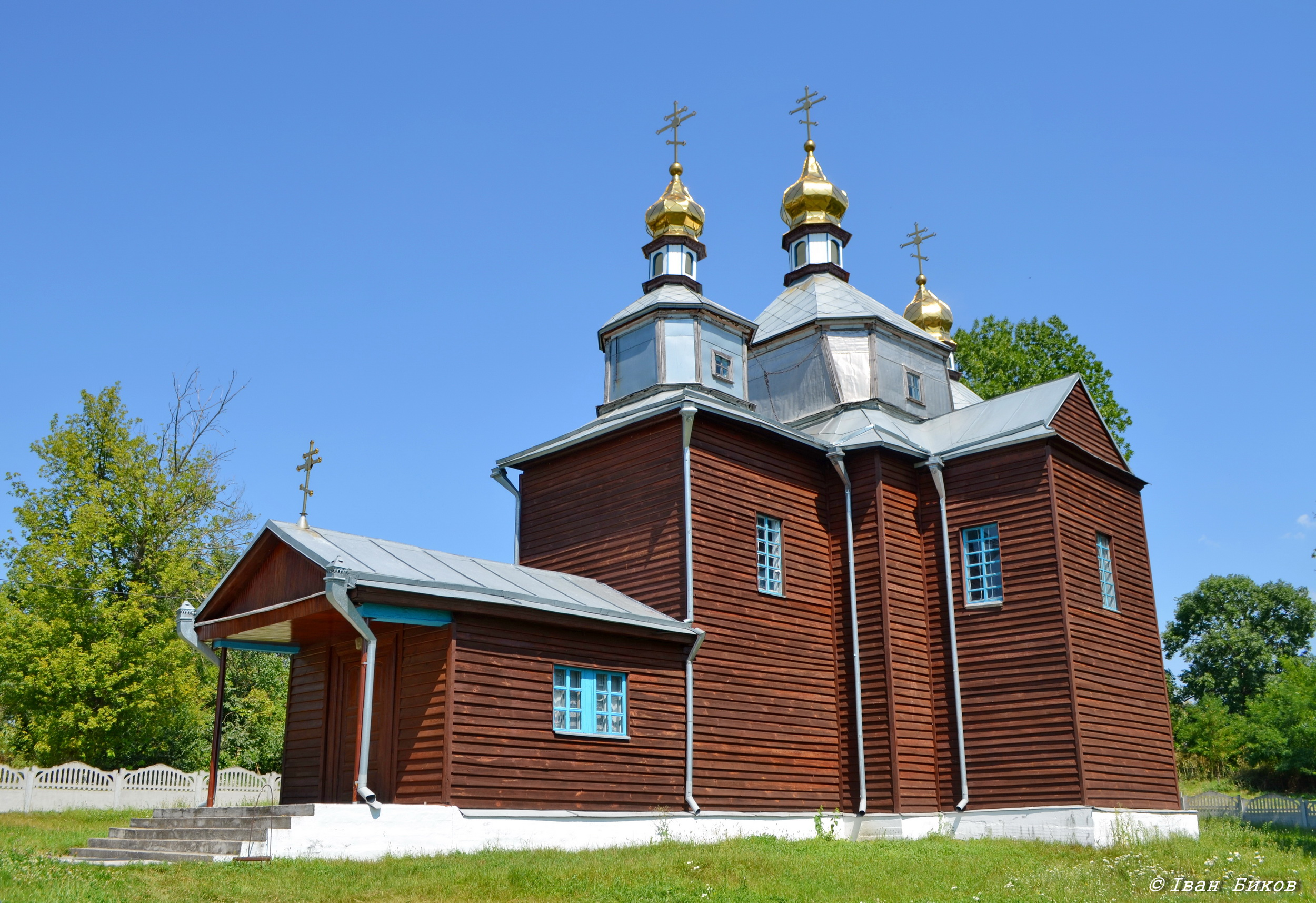
教堂

安東尼夫卡（烏克蘭語：Антонівка）是位於烏克蘭北部的村莊，由基辅州白采爾克瓦區的斯塔維謝市鎮負責管轄。該村始建於1656年，面積2.76平方公里，海拔高度209米，2001年人口548，人口密度每平方公里198.8人。